# Zbieżność punktowa
Zbieżność punktowa – własność ciągu funkcyjnego zapewniająca zbieżność ciągu wartości tych funkcji dla każdego argumentu.

## Definicja
Niech {\displaystyle (X,d_{X})} oraz {\displaystyle (Y,d_{Y})} będą przestrzeniami metrycznymi, zaś {\displaystyle f_{n}\colon X\to Y} dla {\displaystyle n\in \mathbb {N} .} Wówczas ciąg funkcji {\displaystyle (f_{n})_{n\in \mathbb {N} }} jest zbieżny punktowo do funkcji {\displaystyle f\colon X\to Y,} jeżeli dla każdego {\displaystyle x_{0}\in X} istnieje granica {\displaystyle \lim _{n\to \infty }f_{n}(x_{0})=f(x_{0}).} Mówi się wtedy, że {\displaystyle f} jest granicą punktową ciągu {\displaystyle (f_{n})_{n\in \mathbb {N} }.}
Formalnie warunek ten można zapisać wzorem
{\displaystyle \forall _{x\in X}\;\forall _{\varepsilon >0}\;\exists _{n_{0}\in \mathbb {N} }\;\forall _{n\geqslant n_{0}}\;d_{Y}{\big (}f_{n}(x),f(x){\big )}<\varepsilon .}

## Przykłady

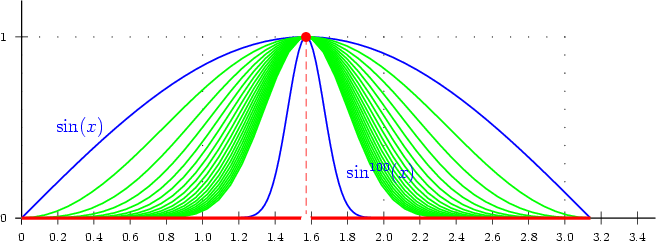
Granica punktowa funkcji ciągłych nie musi być ciągła: ciągłe funkcje (zaznaczone na zielono) są zbieżne punktowo do funkcji nieciągłej (zaznaczonej na czerwono).

- Każdy ciąg stały jest zbieżny punktowo (do swojego stałego wyrazu).
- Granica punktowa ciągu funkcji ciągłych nie musi być funkcją ciągłą. Na przykład niech dane będą funkcje {\displaystyle f_{n}\colon [0,\pi ]\to [0,1]} dane wzorem {\displaystyle f_{n}(x)=\sin ^{n}x} dla {\displaystyle x\in [0,\pi ]} oraz {\displaystyle n\in \mathbb {N} .} Ciąg {\displaystyle (f_{n})_{n\in \mathbb {N} }} jest zbieżny punktowo do funkcji {\displaystyle f\colon [0,\pi ]\to [0,1]} opisanej wzorem

{\displaystyle f(x)={\begin{cases}0&{\text{dla }}x\in [0,\pi /2)\cup (\pi /2,\pi ]\\1&{\text{dla }}x=\pi /2\end{cases}}}
- Granica punktowa ciągu funkcji, które nie są ciągłe w żadnym punkcie może być ciągła, np. niech dana będzie funkcja Dirichleta {\displaystyle \mathbf {1} _{\mathbb {Q} }} oraz funkcje {\displaystyle f_{n}(x)=2^{-n}\cdot \mathbf {1} _{\mathbb {Q} }(x)} dla {\displaystyle x\in \mathbb {R} .} Wówczas ciąg {\displaystyle (f_{n})_{n\in \mathbb {N} }} jest zbieżny punktowo do funkcji stałej {\displaystyle f(x)=0.}
- Niech {\displaystyle F\colon \mathbb {R} \to \mathbb {R} } będzie funkcją różniczkowalną, a {\displaystyle f} będzie jej pochodną. Wówczas można znaleźć funkcje ciągłe {\displaystyle f_{n}\colon \mathbb {R} \to \mathbb {R} } dla {\displaystyle n\in \mathbb {N} } takie, że ciąg {\displaystyle (f_{n})_{n\in \mathbb {N} }} jest zbieżny punktowo do funkcji {\displaystyle f.}
- Z twierdzenia Weierstrassa wynika, że każda funkcja ciągła {\displaystyle f\colon \mathbb {R} \to \mathbb {R} } jest granicą jednostajną, a więc i granicą punktową ciągu wielomianów.

## Własności
- Jeśli {\displaystyle f_{n},g_{n}\colon \mathbb {R} \to \mathbb {R} } oraz ciąg {\displaystyle (f_{n})_{n\in \mathbb {N} }} jest zbieżny punktowo do funkcji {\displaystyle f,} a ciąg {\displaystyle (g_{n})_{n\in \mathbb {N} }} jest zbieżny punktowo do funkcji {\displaystyle g} oraz {\displaystyle \alpha ,\beta \in \mathbb {R} ,} to
ciąg {\displaystyle (\alpha \cdot f_{n}+\beta \cdot g_{n})_{n\in \mathbb {N} }} jest zbieżny punktowo do funkcji {\displaystyle \alpha \cdot f+\beta \cdot g,}
ciąg {\displaystyle (f_{n}\cdot g_{n})_{n\in \mathbb {N} }} jest zbieżny punktowo do funkcji {\displaystyle f\cdot g,}
jeśli dodatkowo {\displaystyle g_{n}(x)\neq 0\neq g(x)} dla wszystkich {\displaystyle x\in \mathbb {R} ,} to ciąg {\displaystyle \left({\frac {f_{n}}{g_{n}}}\right)_{n\in \mathbb {N} }} jest zbieżny punktowo do funkcji {\displaystyle {\frac {f}{g}}.}
- Jeśli {\displaystyle f_{n}\colon \mathbb {R} \to \mathbb {R} } (dla {\displaystyle n\in \mathbb {N} }) są funkcjami ciągłymi zbieżnymi punktowo do funkcji {\displaystyle f\colon \mathbb {R} \to \mathbb {R} ,} to {\displaystyle f} jest funkcją mierzalną względem σ-ciała zbiorów borelowskich (zob. dalej).
- Twierdzenie Baire’a: Jeśli {\displaystyle X,Y} są przestrzeniami metrycznymi, {\displaystyle f_{n}\colon X\to Y} (dla {\displaystyle n\in \mathbb {N} }) są funkcjami ciągłymi, oraz ciąg {\displaystyle (f_{n})_{n\in \mathbb {N} }} jest zbieżny punktowo do funkcji {\displaystyle f\colon X\to Y,} to zbiór

{\displaystyle \{x\in X\colon f} nie jest ciągła w punkcie {\displaystyle x\}}
jest pierwszej kategorii.
- Z twierdzenia Jegorowa wynika, że jeśli {\displaystyle f_{n}\colon [0,1]\to \mathbb {R} } są funkcjami mierzalnymi w sensie miary Lebesgue’a i ciąg {\displaystyle (f_{n})_{n\in \mathbb {N} }} jest zbieżny punktowo do funkcji {\displaystyle f\colon [0,1]\to \mathbb {R} ,} to dla każdego dodatniego {\displaystyle \varepsilon >0} można wybrać zbiór {\displaystyle E\subseteq {[0;1]}} taki, że {\displaystyle \lambda (E)>1-\varepsilon } oraz ciąg {\displaystyle (f_{n}|_{E})_{n\in \mathbb {N} }} jest zbieżny jednostajnie do funkcji {\displaystyle f|_{E}.}

## Klasy Baire’a
Zbieżność punktowa ciągu funkcji jest jednym z narzędzi używanych do badań struktury porządnych funkcji pomiędzy przestrzeniami polskimi. Można się umówić, że funkcje ciągłe są bardzo porządne, ich granice punktowe też są porządne (choć mniej), granice punktowe tychżesz granic są troszkę mniej porządne itd. Tak zasugerowany kierunek badań porządnych funkcji z przestrzeni euklidesowej {\displaystyle \mathbb {R} ^{n}} w liczby rzeczywiste {\displaystyle \mathbb {R} } był zapoczątkowany przez francuskiego matematyka René-Louisa Baire’a w 1899. Tematyka ta była rozwinięta przez Henri Lebesgue’a w 1905. Polski matematyk, Stefan Banach, uogólnił te rozważania na przypadek przestrzeni polskich w 1931.
Poniżej {\displaystyle X,Y} są przestrzeniami polskimi, z kolei {\displaystyle {\mathcal {N}}} jest przestrzenią Baire’a.
- Funkcja {\displaystyle f\colon X\to Y} jest {\displaystyle \Sigma _{\xi }^{0}}-mierzalna (dla przeliczalnej liczby porządkowej {\displaystyle \xi <\omega _{1}}) jeśli dla każdego zbioru otwartego {\displaystyle U\subseteq Y} mamy, że {\displaystyle f^{-1}(U)\in \Sigma _{\xi }^{0}(X).}
- Zauważmy, że funkcje ciągłe to dokładnie funkcje {\displaystyle \Sigma _{1}^{0}}-mierzalne. Można sprawdzić, że {\displaystyle f\colon X\to Y} jest borelowsko mierzalna wtedy i tylko wtedy, gdy {\displaystyle f} jest {\displaystyle \Sigma _{\xi }^{0}}-mierzalna dla pewnego {\displaystyle \xi <\omega _{1}.}
- Można udowodnić, że funkcja {\displaystyle f\colon {\mathcal {N}}\to Y} jest {\displaystyle \Sigma _{2}^{0}}-mierzalna wtedy i tylko wtedy, gdy {\displaystyle f} jest granicą punktową funkcji ciągłych.
- Przez indukcję po liczbach porządkowych {\displaystyle \xi <\omega _{1}} określamy kiedy funkcja {\displaystyle f\colon X\to Y} jest klasy Baire’a {\displaystyle \xi }:
{\displaystyle f} jest klasy Baire’a 0, jeśli {\displaystyle f} jest ciągła,
{\displaystyle f} jest klasy Baire’a 1, jeśli {\displaystyle f} nie jest ciągła, ale jest {\displaystyle \Sigma _{2}^{0}}-mierzalna,
{\displaystyle f} jest klasy Baire’a {\displaystyle \xi ,} jeśli nie jest ona żadnej klasy {\displaystyle \zeta ;} dla {\displaystyle \zeta <\xi ,} ale jest granicą punktową pewnego ciągu funkcji {\displaystyle (f_{n})_{n\in \mathbb {N} },} gdzie każda {\displaystyle f_{n}} jest klasy Baire’a {\displaystyle \zeta _{n}<\xi .}
- Okazuje się, że jeśli {\displaystyle f\colon X\to Y} jest klasy Baire’a {\displaystyle \xi ,} to jest ona {\displaystyle \Sigma _{\xi +1}^{0}}-mierzalna. I na odwrót, jeśli {\displaystyle f\colon X\to Y} jest {\displaystyle \Sigma _{\xi +1}^{0}}-mierzalna, to jest ona klasy Baire’a {\displaystyle \zeta } dla pewnego {\displaystyle \zeta \leqslant \xi .}